# Elaphropeza asiophila
Elaphropeza asiophila är en tvåvingeart som beskrevs av Igor Shamshev 2007. Elaphropeza asiophila ingår i släktet Elaphropeza, och familjen puckeldansflugor. Inga underarter finns listade i Catalogue of Life.